# 格伦·萨维尔
格伦`萨维尔（英語：Glen Saville，1976年1月17日—），澳大利亚前职业篮球运动员，职业生涯效力于全国篮球联盟（NBL）。他还代表澳大利亚参加了2004年夏季奥运会和2008年夏季奥运会男子篮球比赛。